# 半裸體

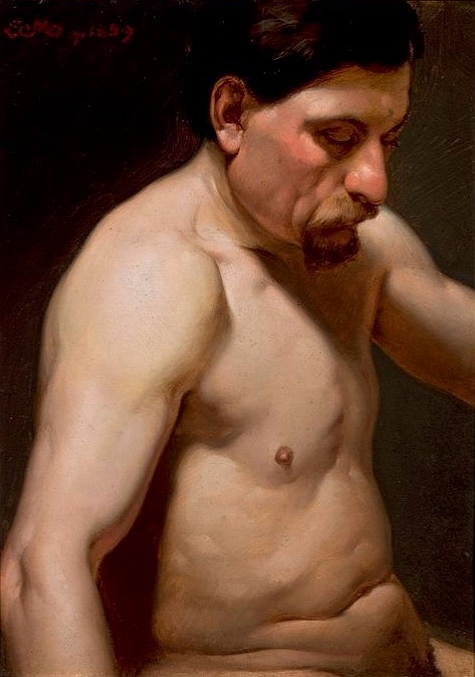
扬·马泰伊科所繪的《Semi-nude man》

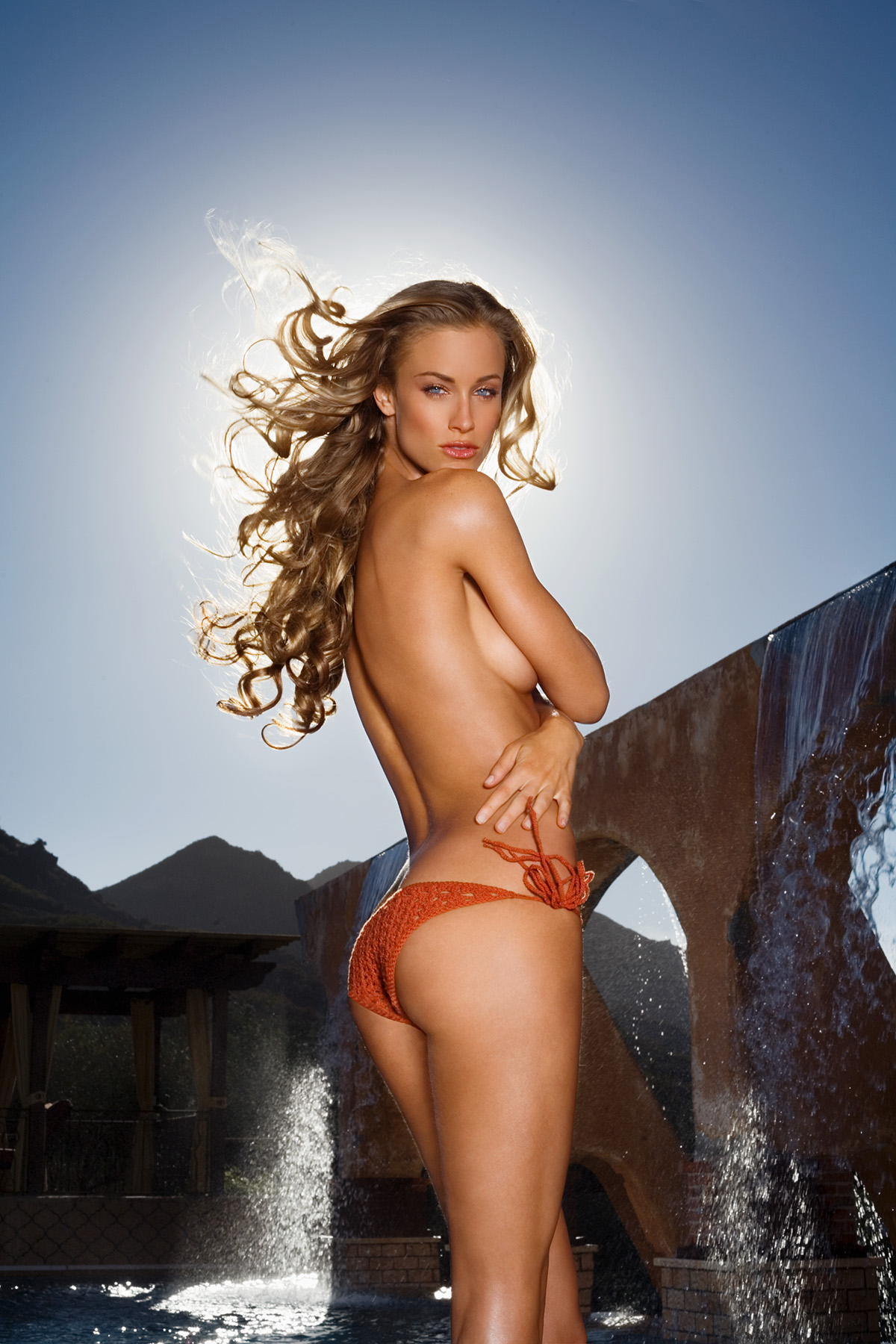
模特兒米歇爾·莫金的半裸照片

半裸體是指在攝影中，裸露程度較全裸要小的拍攝方式。基本上是指女性沒有露出乳頭、乳暈及私密處，男性沒有露出陰莖及睪丸。可能是有穿著部份衣物，或是用拍攝姿勢掩蓋乳暈或私處，像是用手掌（手掌胸罩）或是頭髮（頭髮胸罩）掩蓋。

## 定義
半裸體的定義很模糊，例如女性只穿著比基尼泳裝或是胸罩及內褲，雖然大部份身體的部位都裸露在外，但一般不會稱為半裸體。半裸體多半是指「接近裸體，但沒有露出生殖器官、女性乳頭及乳暈」。若是乳暈有被衣物（即使是單薄或是近乎透明的衣服）遮住，有時也可以視為半裸體。
一般女性的裸體會以是否有露出陰毛及乳頭為準，沒有露出乳頭的一般不視為裸體。不過現在的色情圖片也常有未露出乳頭，但露出陰毛或是肛門的情形，就很難用上述的方式定義。
相反的，像是廣告或報導等講求話題性的內容，經常會有比較誇張的描述方式。例如2004年岩崎恭子的半裸寫真集，或是2003年井上和香在廣告中露肩被說成半裸。